# Lago Bonnel
Il lago Bonnel (pron. fr. AFI: [bonɛl]; in francese, Lac de Bonnel - m 1796) è un piccolo lago alpino situato a monte della località Plan-Coumarial, nel comune di Fontainemore, nella valle del Lys, in Valle d'Aosta.

## Descrizione
Il lago Bonnel occupa una conca appena accennata, circondata da colate detritiche, sul versante settentrionale del mont Mars, circondato da radi larici e pietraie, nel territorio della Riserva naturale Mont Mars.

## Accesso
Il lago Bonnel è raggiungibile con un'escursione su carrareccia fino al lago Vargno, quindi su sentiero. L'itinerario ha inizio dal parcheggio presso un'area attrezzata in località Plan-Coumarial e richiede il superamento di circa 516 m di dislivello (perdite di quota comprese), nonché 1 h 50 min di cammino.

## Cartografia
- Istituto Geografico Centrale, carta n.9, 1:50000 - Ivrea, Biella e Bassa Valle d'Aosta